# Walter Petterson
Harald Walter Petterson (folkbokförd Petersson), född 8 januari 1905 i Norrköping, död 10 oktober 1994 i Linköping, var en svensk målare, tecknare, grafiker och silversmed. 
Han var son till Gustaf Vilhelm Petersson Persson och Karolina Josefina Karlsson och gift 1947 med Iris Ingegerd Björn. Petterson genomgick ett flertal specialkurser inom olika konstområden, bland annat studerade han grafik för Franco Leidi på Lunnevads konstskola under åren 1973 och 1975. Petterson medverkade i grafiktriennalen på Liljevalchs 1968 och deltog med silverarbeten i utställningen Form Fantasi på Liljevalchs 1964. Separat ställde han bland annat ut på Lövstads slott, Överums bruk och Länsmuseet i Linköping. Bland hans offentliga arbeten märks utsmyckningen för Folkets hus i Linköping.
Hans konst bestod från början av landskapsbilder i akvarell men han övergick i slutet av 1950-talet mer till kopparstick. Han var tidningstecknare för Östgöta Correspondenten 1950-1951 och har utfört ett flertal bokillustrationer. 
Petterson är representerad vid Östergötlands museum, Östergötlands läns landsting, Statens konstråd, Jönköpings kommun, Linköpings kommun, Mjölby kommun, Motala kommun och Vimmerby kommun. 1964 tilldelades han Östergötlands läns landstings stipendium.